# Cleistanthus longinervis
Cleistanthus longinervis är en emblikaväxtart som beskrevs av Airy Shaw. Cleistanthus longinervis ingår i släktet Cleistanthus och familjen emblikaväxter. Inga underarter finns listade i Catalogue of Life.